# Kozje stene pri Slivnici
Kozje stene pri Slivnici este o arie protejată (arie specială de conservare — SAC, sit de importanță comunitară — SCI) din Slovenia întinsă pe o suprafață de 19,64 ha, integral pe uscat.

## Localizare
Centrul sitului Kozje stene pri Slivnici este situat la coordonatele 45°47′51″N 14°25′13″E / 45.7976°N 14.4203°E.

## Înființare
Situl Kozje stene pri Slivnici a fost declarat sit de importanță comunitară în aprilie 2004 pentru a proteja 1 specie de plante. Situl a fost protejat și ca arie specială de conservare în februarie 2012.

## Biodiversitate
Situată în ecoregiunea alpină, aria protejată conține 1 habitat natural: Pante stâncoase calcaroase cu vegetație casmofită.
La baza desemnării sitului se află o specie protejată de  plante: Primula carniolica.